# Alberto della Piagentina

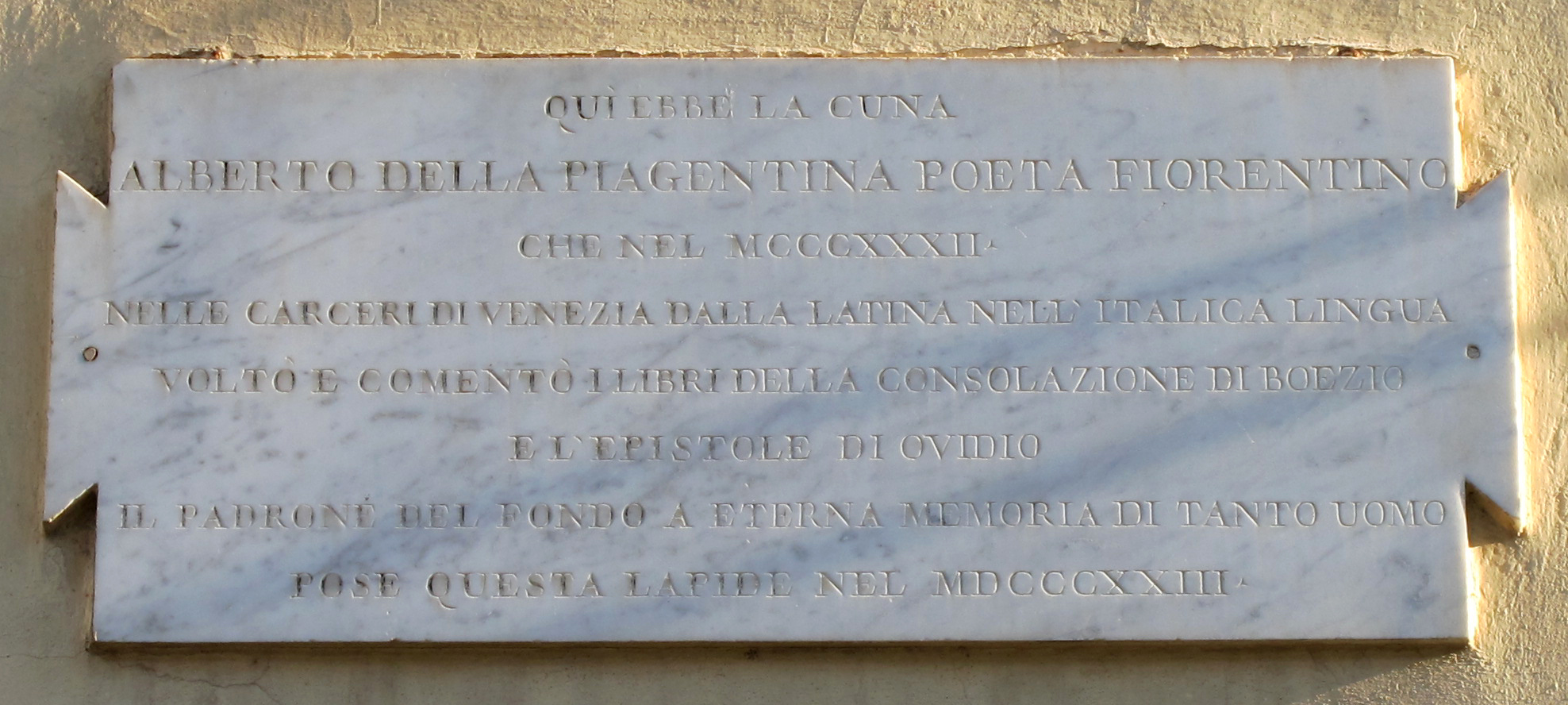
Placa colocada en la vía Giotto de Florencia en 1823 en la que se nombra a Alberto della Piagentina.

Alberto della Piagentina, también conocido como Alberto Fiorentino (Florencia, finales del siglo XIII – Venecia, 1332) fue un traductor, poeta y notario italiano, autor de una traducción del libro De consolatione philosophiae, de Boecio.

## Biografía
Alberto della Piagentina es conocido por el gentilicio "della Piagentina", distrito de Florencia en el que nació a finales del siglo XIII. Era hijo de un notario, Guglielmo, y él mismo se inició en esa profesión, como se ha deducido de una escritura redactada en 1322. Es conocido por una traducción manuscrita del libro De consolatione philosophiae de Boecio, que data de 1332, pero publicada por primera vez en 1735, una de las 15 traducciones italianas de la obra. Esta obra, a veces conocida como Della filosofica consolazione, a veces titulada Il Boezio, es uno de los primeros ejemplos en la literatura italiana de una traducción poética, con los metros latinos del original traducidos en tercera rima. Está profundamente impregnada por la Divina comedia de Dante, de la que se hacen eco muchos versos, y constituye el primer ejemplo de una referencia al Convivio, testimonio de la fortuna inmediata del libro de Dante. La historia biográfica de Alberto Fiorentino, escrita por Apostolo Zeno, sigue en cierta medida la de Boecio, ya que la traducción a tercetos de "De consolatione philosophiae" se remonta al período del encarcelamiento veneciano, durante el cual murió en 1332.